# Rusalsko, Kărdjali
Rusalsko (în bulgară Русалско) este un sat în comuna Ardino, regiunea Kărdjali,  Bulgaria. 

## Demografie
Componența etnică a satului Rusalsko
     Turci (97,91%)
     Nicio identificare (2,08%)
     Altele (0%)
La recensământul din 2011, populația satului Rusalsko era de 48 locuitori. Din punct de vedere etnic, majoritatea locuitorilor (97,91%) erau turci. Pentru 2,08% din locuitori nu este cunoscută apartenența etnică.